# Sultanat de Sulu
Pour les articles homonymes, voir Sulu.
1405–1917
Entités suivantes :
- Philippines
- Bornéo du Nord
- Sultanat de Bulungan
- Indes orientales néerlandaises

Le sultanat de Sulu (en arabe : سلطنة سولو دار الإسلام, en malaisien : Kesultanan Sulu) est un ancien royaume musulman qui était situé dans l'archipel de Sulu à l'extrême sud des Philippines, et occupant la plupart des îles de la mer de Sulu. À son apogée, sa souveraineté s'est étendue sur une partie de l'État de Sabah (actuellement rattaché à la Malaisie), et une partie de Mindanao.

## Histoire
Fondé en 1405 par un explorateur arabe de Johor, Sharif ul-Hāshim de Sulu (en), il est dissous en 1917 et annexé par les États-Unis au même titre que la Première République des Philippines en 1901. Le territoire est décolonisé en 1963 et est intégré à la Malaisie, l'actuel Sabah ce qui sera l'un des casus belli de la confrontation indonésio-malaisienne (Konfrontasi).
Les Philippines revendiquent également l'ancien sultanat au nom de ses héritiers malgré l'accord de Manille.
Le 11 février 2013, 235 Philippins (dirigés par l'un des prétendant au trône, Jamalul Kiram III, qui n'est plus reconnu depuis 1990 par Muedzul Lail Tan Kiram et Abdul Rajak Aliuddin, autres prétendants au trône), la plupart armés accostent par bateau à Lahad Datu dans l'État malaisien de Sabah, déclenchant une réponse de la part des forces armées malaisiennes.